# 9-а танкова дивизия (Вермахт)
9-а танкова дивизия е една от танковите дивизии на Вермахта по време на Втората световна война.

## История
9-а танкова дивизия е сформирана през януари 1940 г. от 4-та лека дивизия. Участва в боевете в Холандия и битката за Франция, при Дюнкерк и Лион. Между септември и декември 1940 г. е разположена в Полша. През януари 1941 г. участва в кампанията на Балканите. През юли 1941 г. взема участие в нападението на Съветския съюз като част от група армии „Юг“. През октомври същата година дивизията е прехвърлена към група армии „Център“, където остава през 1942 г. В средата на 1943 г. участва в битката при Курск и последвалите защитни операции край река Днепър. В началото на 1944 г. понася тежки загуби по време на боевете в южния сектор на Източния фронт и през март оцелелите от дивизията са изтеглени във Франция. Възстановена е с добавянето на 155-а танкова бригада от резерва. През август 1944 г. участва в боевете в Нормандия. През септември участва в бойните действия в района на Аахен-Гайленкирхен. През декември 1944 г. участва в Арденската офанзива, а през януари в района на Айфел. През април 1945 г. е пленена от американските войски при Рур.

## Командири
По време на съществуването си, дивизията е командвана от следните офицери:
- Генерал-майор Алфред фон Хубики – (3 януари 1940 – 14 април 1942 г.)
- Генерал-майор Йоханес Беслер – (15 април 1942 – 26 юли 1942 г.)
- Генерал-майор Хайнрих-Херман фон Хюлсен – (27 юли 1942 – 3 август 1942 г.)
- Генерал-майор Валтер Шелер – (4 август 1942 – 21 юли 1943 г.)
- Оберст Ервин Йоласе – (22 юли 1943 – 18 октомври 1943 г.)
- Оберст д-р Йоханес Шулц – (19 октомври 1943 – 27 ноември 1943 г.)
- Генерал-майор Ервин Йоласе – (28 ноември 1943 – 9 август 1944 г.)
- Оберст Макс Шперлинг – (10 август 1944 – 2 септември 1944 г.)
- Генерал-майор Герхард Мюлер – (3 септември 1944 – 20 септември 1944 г.)
- Генерал-майор Харалд фон Елверфелт – (21 септември 1944 – 6 март 1945 г.)
- Оберст Хелмут Цоленкопф – (10 март 1945 – 26 април 1945 г.)

## Носители на награди
- Носители на значка За близък бой, златна (1)
- Носители на свидетелство за похвала от главнокомандващия на армията (19)
- Носители на Германски кръст, златен (130)
- Носители на Германски кръст, сребърен (2)
- Носители на почетна кръгла тока на сухопътните части (53)
- Носители на Рицарски кръст (61, включително един непотвърден)